# Дворищенский сельсовет
Дворищенский сельсовет — упразднённая административно-территориальная единица на территории Россонского района Витебской области Республики Беларусь.

## История
В 2004 году Дворищенский сельсовет упразднён.

## Состав
Дворищенский сельсовет включал 14 населённых пунктов:
- Байдино
- Городище
- Горы
- Дворище
- Железники
- Козлы
- Кресты
- Межно
- Покотино
- Прудок
- Рудня
- Рум
- Триполье
- Череповка